# دانيال ر. وايت
دانيال ر. وايت (بالإنجليزية: Daniel R. White)‏ هو محامي وكاتب أمريكي، ولد في 2 أغسطس 1953.